# 那須博之
那須 博之（なす ひろゆき、1952年1月27日 - 2005年2月27日）は、日本の映画監督。東京都杉並区桃井出身。妻は脚本家の那須真知子。

## 来歴・人物
父は建設会社社長。東京都立西高等学校、東京大学経済学部卒業。大学在学中はワンダーフォーゲル部に所属し、山登りに熱中。そんな折に映画『仁義なき戦い』を見て強い衝撃を受け、アクション映画監督を志し日活に助監督として入社し、田中登、曽根中生、澤田幸弘らに師事。1982年に日活ロマンポルノ『ワイセツ家族 母と娘』で監督デビューする。ポルノ畑で修業を積んだのち、1985年に念願叶って手がけた初のアクション映画『ビー・バップ・ハイスクール』のヒットで注目され、同シリーズを立て続けに成功させて一時代を築く。また同作品では仲村トオルをオーディションで見出し、デビューへと導いた。
那須が監督を担当した作品のうち、『ビー・バップ・ハイスクール』以降はその全ての脚本を妻の那須真知子が手がけている。
2004年の『デビルマン』においては、「シナリオライターの卵20人にシナリオを書かせたが、満足のいくシナリオが無かった」ため、真知子を起用したと語っている。ただし那須監督は撮影しながらのプラン変更や話の辻褄が合わなくなるカットの常習犯のため、完成フィルムにどの程度脚本が正確に反映されているかは不明である。
完成した作品は、2004年度の第1回文春きいちご賞（文藝春秋）で最低映画賞を、同じく2004年度の第1回蛇いちご賞（スポーツ報知）で最低映画賞と最低監督賞を同時受賞するという不名誉な結果を残した。
2005年2月27日、肝臓がんのため53歳で死去。同年には遺作となった『真説タイガーマスク』が発表された。

## 主な監督作品
- 女子大生 縛り・初体験 [生撮りビデオ]（1981年）
- 縛り・金瓶梅 [生撮りビデオ]（1982年）
- ワイセツ家族 母と娘（1982年）
- セーラー服 百合族（1983年）
  - セーラー服 百合族2（1983年）
- 姉日記（1984年）
- ルージュ（1984年）
- ヴァージンなんか怖くない（1984年）
- 美少女プロレス 失神10秒前（1984年）
- タブーX倒錯（1985年）
- ビー・バップ・ハイスクール （1985年）
  - ビー・バップ・ハイスクール 高校与太郎哀歌 （1986年）
  - ビー・バップ・ハイスクール 高校与太郎行進曲 （1987年）
  - ビー・バップ・ハイスクール 高校与太郎狂騒曲 （1987年）
  - ビー・バップ・ハイスクール 高校与太郎音頭 （1988年）
  - ビー・バップ・ハイスクール 高校与太郎完結篇 （1988年）
- 紳士同盟（1986年）
- 新宿純愛物語（1987年）
- 右曲がりのダンディー（1989年）
- 代打教師 秋葉、真剣です!（1991年）
- ろくでなしBLUES（1996年）
- 地獄堂霊界通信（1996年）
- 新・湘南爆走族 荒くれKNIGHT3（1998年）
  - 新・湘南爆走族 荒くれKNIGHT4（1998年）
- あばれブン屋（1998年）
- 実録外伝 武闘派黒社会（1999年）
- モー娘。走る! ピンチランナー（2000年）
- デビルマン（2004年）
- 真説タイガーマスク（2004年）